# Giami
Jāmī (Torbat-e Jam, 1414 – Herat, 1492) è stato un poeta persiano.

## Biografia
Vissuto alla corte dei Timuridi a Herat, Jāmī – il cui nome completo era ʿAbd al-Raḥmān ibn Aḥmad Nūr al-Dīn Jāmī (in persiano نورالدین عبدالرحمن جامی) – si dimostrò profondissimo conoscitore della lingua araba ed esponente di spicco del movimento letterario timuride. Meritò, dai critici del suo tempo, la definizione di "suggello dei poeti", per il suo perfezionismo formale.
Per i critici moderni è un poeta tendenzialmente manierista, propenso all'ermetismo, impreziosito da una accentuata spiritualità.
Scrisse tre diwan di poesie dedicati alle tre fasi dell'esistenza umana e sette masnavi, di matrice religiosa, oltre a varie prose.
Tra le sue più celebri opere si ricordano Majnun e Layla, Salaman e Absal e Giuseppe e Zuleyka, influenzate dal simbolismo religioso proprio del sufismo, cui egli apparteneva, essendo Naqshbandi.
Lo scrittore si distinse per uno spirito innovativo, con variazioni dei temi classici della metafora, delle similitudini e dei giochi di parole.